# هينريك غوريسكي
هينريك غوريسكي (بالبولندية: Henryk Górecki)‏ (و. 1933 – 2010 م) هو ملحن، وتربوي، وعالم موسيقى من بولندا .
توفي في كاتوفيتسه .

## روابط خارجية
- هينريك غوريسكي على موقع IMDb (الإنجليزية)
- هينريك غوريسكي على موقع الموسوعة البريطانية (الإنجليزية)
- هينريك غوريسكي على موقع مونزينجر (الألمانية)
- هينريك غوريسكي على موقع ألو سيني (الفرنسية)
- هينريك غوريسكي على موقع ميوزك برينز (الإنجليزية)
- هينريك غوريسكي على موقع أول موفي (الإنجليزية)
- هينريك غوريسكي على موقع قاعدة بيانات الأفلام السويدية (السويدية)
- هينريك غوريسكي على موقع أول ميوزيك (الإنجليزية)
- هينريك غوريسكي على موقع ديسكوغز (الإنجليزية)
- هينريك غوريسكي على موقع قاعدة بيانات الفيلم (الإنجليزية)